# 竹田眞二
竹田 眞二（たけだ しんじ、1896年 - 1978年1月25日）は、日本の聖職者。聖路加国際病院チャプレン（牧師）、日本聖公会の聖職者。

## 人物・経歴
1896年生まれ。1914年に、メソジスト系の豊橋教会で受洗し、牧師になることを志す。
その後、東京に出て、聖公会の築地の東京三一神学校（現・聖公会神学院）で2年間修学し、1920年に卒業。
同1920年に聖路加国際病院に着任すると、チャプレンのノーマン・ビンステッドより指導を受ける。
1927年に日本聖公会の司祭となり、同時に聖路加国際病院の正チャプレンに就任。
戦時中は、軍部からの圧力を受けながらも、主日礼拝と祭事を守った。
定年後も、嘱託司祭として務め、1978年に81歳で亡くなるまで、聖路加国際病院のチャプレンとして約60年にわたって活動を続けた。
その功績から、1966年に聖路加国際病院より名誉牧師の称号を与えられた。
長男の竹田眞は、聖公会神学院校長や日本聖公会首座主教を務めた。